# Ángel Espinosa

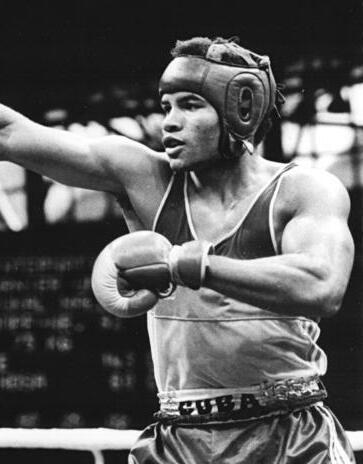
Ángel Espinosa, 1988

Ángel Espinosa Capó (* 2. Oktober 1966 in Holguín, Kuba; † 12. April 2017 in Hialeah Gardens, Florida, Vereinigte Staaten) war ein kubanischer Amateurboxer.

## Karriere
Der hart schlagende Rechtsausleger war einer der überragenden Halbmittel- und Mittelgewichtler der 1980er Jahre und Angstgegner der Deutschen. Er schlug Sven Ottke, Henry Maske (drei Siege in drei Begegnungen), Enrico Richter und Michael Timm. Auch den US-amerikanischen Amateurweltmeister Darin Allen schlug er dreimal.
Im Jahr 1983 wurde er in Santo Domingo Juniorenweltmeister im Halbweltergewicht, er besiegte dort im Finale den späteren Olympiasieger und Profiweltmeister Meldrick Taylor durch k. o. in der zweiten Runde.
Bei den Senioren wurde er 1986 in Reno als Halbmittelgewichtler Amateurweltmeister. Bei der Weltmeisterschaft 1989 gewann er im Mittelgewicht in Moskau nur Silber, er besiegte dort im Halbfinale Sven Ottke, unterlag aber im Endkampf gegen Andrei Kurnjawka aus der Sowjetunion.
Weitere Erfolge gelangen ihm unter anderem beim Chemiepokal in Halle (Saale), den er zwischen 1986 und 1988 dreimal gewann. 1987 setzte er sich auch beim Weltcup-Turnier in Belgrad mit einem Finalsieg über Maske durch und gewann die Panamerikanischen Spiele in Indianapolis mit einem Finalsieg gegen Darin Allen. Zwischen 1984 und 1991 gewann er siebenmal den kubanischen Meistertitel.
Da Kuba aus politischen Gründen die Olympischen Spiele 1984 in Los Angeles boykottierte, organisierte man als Ersatz in Havanna ein „Freundschaftsturnier“ für die boykottierenden Nationen, das Espinosa in seiner Gewichtsklasse, unter anderem mit einem Sieg über Michael Timm, gewinnen konnte.
Die Enttäuschung über die wegen des erneuten kubanischen Olympiaboykottes (Seoul 1988) verpasste Chance auf eine olympische Goldmedaille 1988 (die der zuvor dreimal gegen Espinosa unterlegene Henry Maske gewann), Eheprobleme sowie eine zunehmende Trunksucht führten dazu, dass Espinosa ab 1988 in eine persönliche Abwärtsspirale geriet, die auch seine Trainingsaktivitäten negativ beeinflusste. Ein ganzes Jahr lang stellte er das Training sogar vollständig ein und konnte auch nach dessen Wiederaufnahme nie mehr an seine früheren Erfolge anknüpfen, obwohl er 1991 nochmals kubanischer Meister im Halbschwergewicht wurde. Infolge von Differenzen mit dem kubanischen Boxsportverband beendete er kurz darauf im Zorn wiederum seine Karriere, nahm sie allerdings erneut auf, als er die Chance für sich sah, bei den Olympischen Spielen 1992 in Barcelona endlich doch noch die ersehnte Goldmedaille zu erringen.
Dort zeigte er sich aber als schlecht vorbereitet und nur noch ein Schatten vergangener Zeiten. Er erreichte das Viertelfinale und verlor dort nach Punkten gegen den Polen Wojciech Bartnik. Dies war sein letzter von insgesamt über 300 Kämpfen. Seine Schlussbilanz lag bei 294 Siegen und nur 16 Niederlagen.
Espinosa war ab 2010 als Boxtrainer für Jugendliche in Miami tätig. Er wurde am Morgen des 12. April 2017 tot in seiner Boxhalle in Hialeah Gardens aufgefunden. Über die Todesursache ist nichts Näheres bekannt, außer dass es keine Infektionskrankheit war; allerdings hatte Espinosa zuletzt gehäuft an Migräne- und Asthmaanfällen gelitten.

## Rezeption
Ángel Espinosa gilt als einer der erfolgreichsten Boxer aller Zeiten und steht damit in einer Reihe mit Ausnahmekönnern wie Teófilo Stevenson, Wassyl Lomatschenko, Mario Kindelán, Alexei Tischtschenko, Guillermo Rigondeaux, Lázsló Papp, Félix Savón und Matwei Korobow. Nicht nur während seiner aktiven Sportlerzeit, sondern auch darüber hinaus genoss Espinosa eine überaus hohe Beliebtheit und Popularität. Dazu trug auch seine Präsenz in den Kanälen der sozialen Medien bei.